# Sołowiow D-30

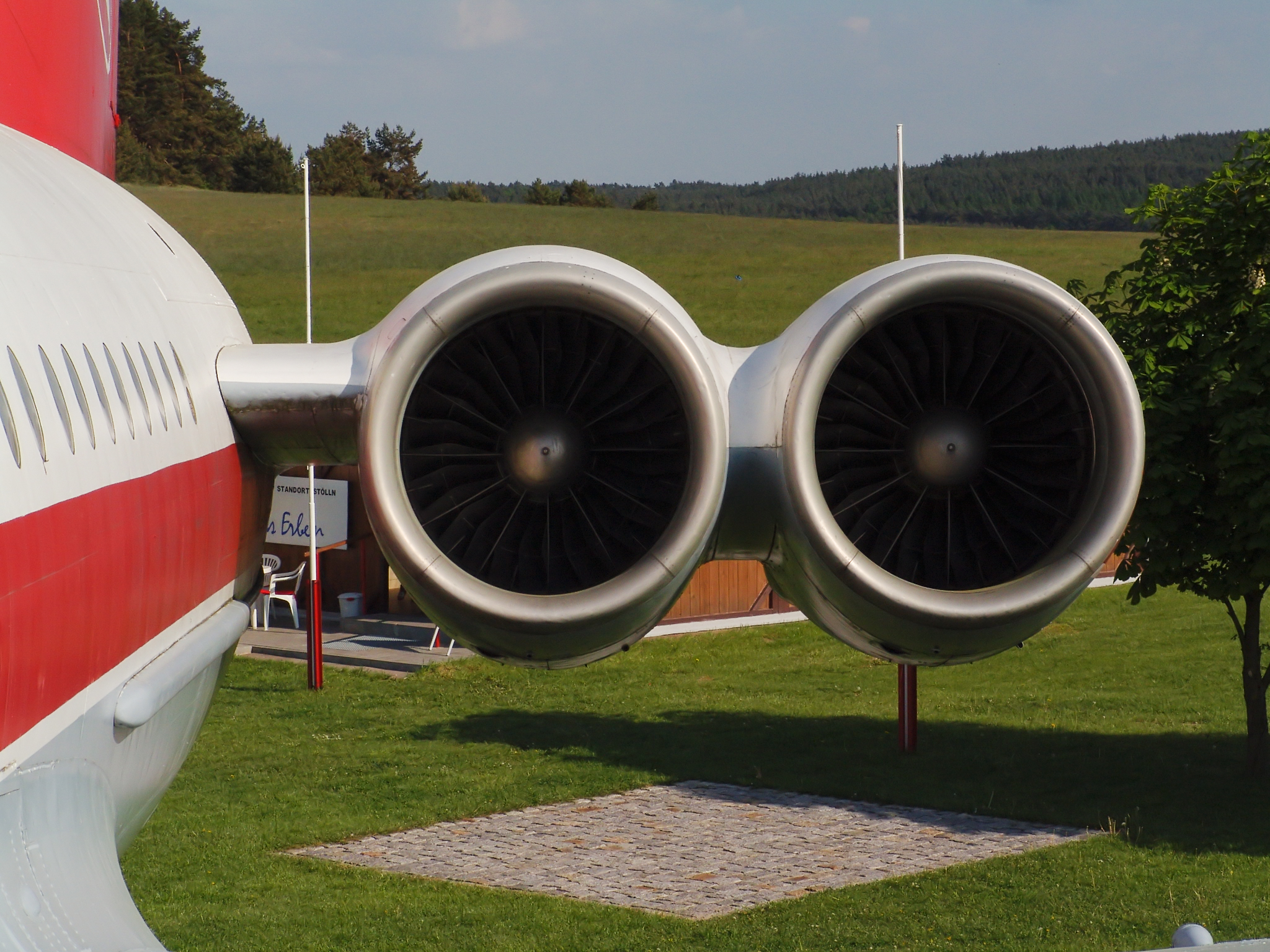
Para silników D-30KU zabudowana na samolocie Ił-62M

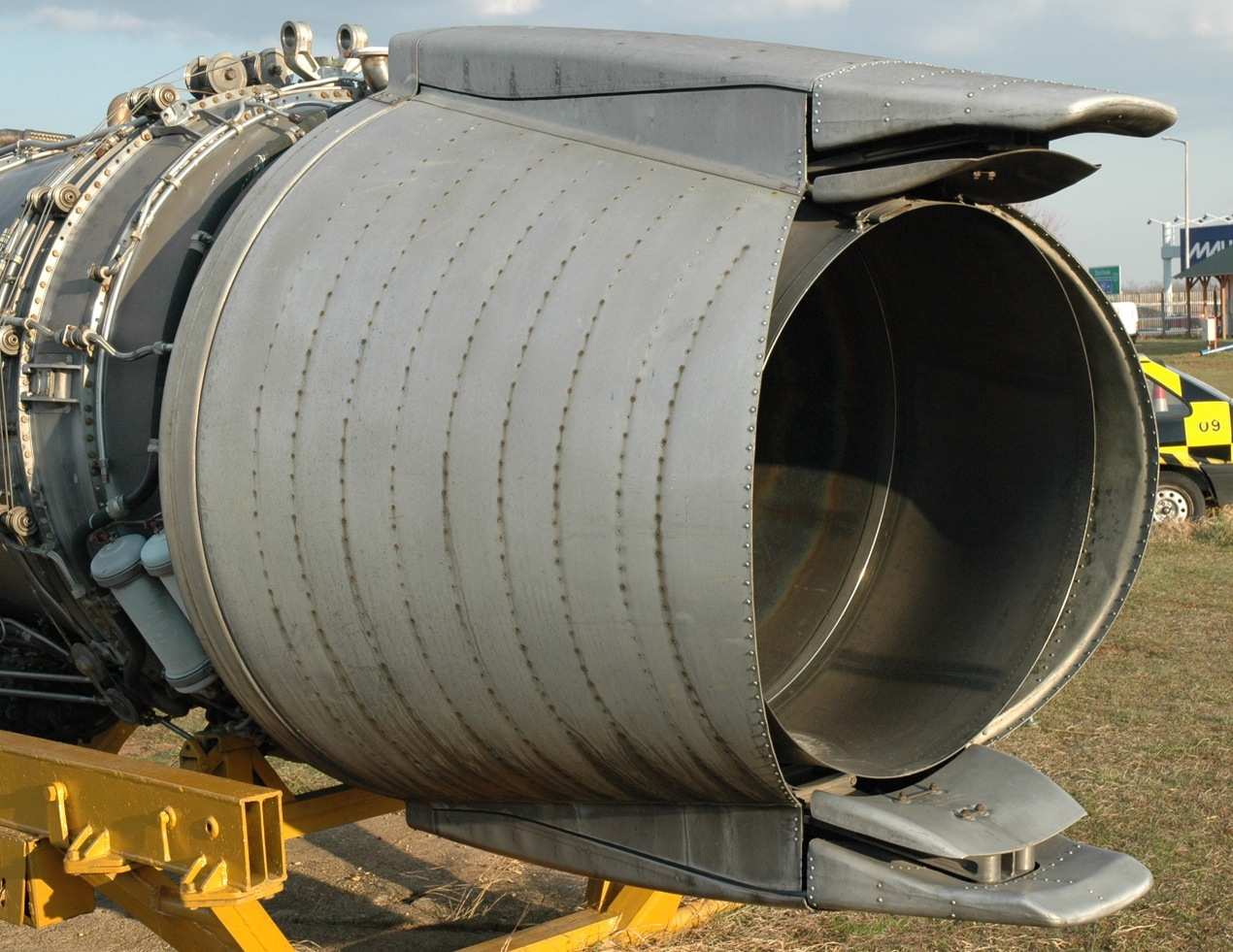
Odwracacz ciągu (D-30KU-154)

Sołowiow D-30 (ros. Двигатель Д-30Ф) – seria dwuwałowych turbowentylatorowych, dwuprzepływowych silników lotniczych produkcji radzieckiej. Wersja D-30F6, która wyposażona jest w dopalacz napędza myśliwce MiG-31. Wersje D-30KP oraz D-30KU przeznaczone są do użytku cywilnego, napędzają m.in. samoloty Ił-62M oraz Tu-154M.
Wady konstrukcyjne tego silnika (wprowadzona na etapie budowy redukcja liczby wałeczków w łożysku wałeczkowym z 26 do 13) były przyczyną kilku katastrof lotniczych, m.in. katastrofy lotniczej w Lesie Kabackim w 1987 roku samolotu Ił-62M SP-LBG Tadeusz Kościuszko. W wyniku zmęczeniowego zużycia tych łożysk (zniszczenie elementów tocznych – bieżni zewnętrznej na powierzchni objętej kątem 120 stopni oraz wałeczków) doszło do urwania wału turbiny niskiego ciśnienia (TNC), a w konsekwencji jej rozerwania.

## Historia
W połowie lat 70. XX w. Związek radziecki rozpoczął prace nad nowym myśliwcem, który miał zastąpić myśliwce MiG-25. Silniki zastosowane w tym samolocie sprawdzały się jedynie na dużych wysokościach, natomiast na niskich samolot miał problem z przekroczeniem prędkości dźwięku. Pawieł Sołowjow zaprojektował nowy silnik do napędzania nowego myśliwca.
Nowa dwuprzepływowa jednostka D-30F6 była w stanie wygenerować ciąg 93 kN bez dopalacza (152 kN z dopalaczem). Dzięki tym silnikom MiG-31 osiągał prędkości maksymalne dochodzące do 3000 km/h. Mógł również bez problemu uzyskiwać prędkości ponaddźwiękowe na o wiele niższych wysokościach.

## Samoloty
Samoloty, które napędzane są przez silniki D-30: